# Vườn quốc gia Bernardo O'Higgins
Vườn quốc gia Bernardo O'Higgins (phát âm tiếng Tây Ban Nha: [berˈnarðo oˈxiɣins]) là khu bảo tồn có diện tích lớn nhất Chile, với 35.259 km2 (13.614 dặm vuông Anh), nằm trong các vùng Magellan và Địa Cực Chile và Aysén. Nó được đặt theo tên của Bernardo O'Higgins, là người chỉ huy lực lượng giải phóng Chile, người đứng đầu nhà nước Cộng hòa Chile đầu tiên và cũng là tổng thống Chile thứ hai giai đoạn Patria Nueva. Về phía đông, vườn quốc gia này tiếp giáp với các vườn quốc gia Los Glaciares và Torres del Paine. Phía bắc là Laguna San Rafael, trong khi tây bắc là Khu dự trữ quốc gia Katalalixar còn Khu dự trữ quốc gia Alacalufes ở tây nam.

## Lịch sử
Nơi đây là khu định cư lâu đời của người Alacalufe. Vào năm 1830, thuyền trưởng Phillip Parker King của tàu HMS Beagle đến thăm Vịnh hẹp Eyre.

## Tự nhiên

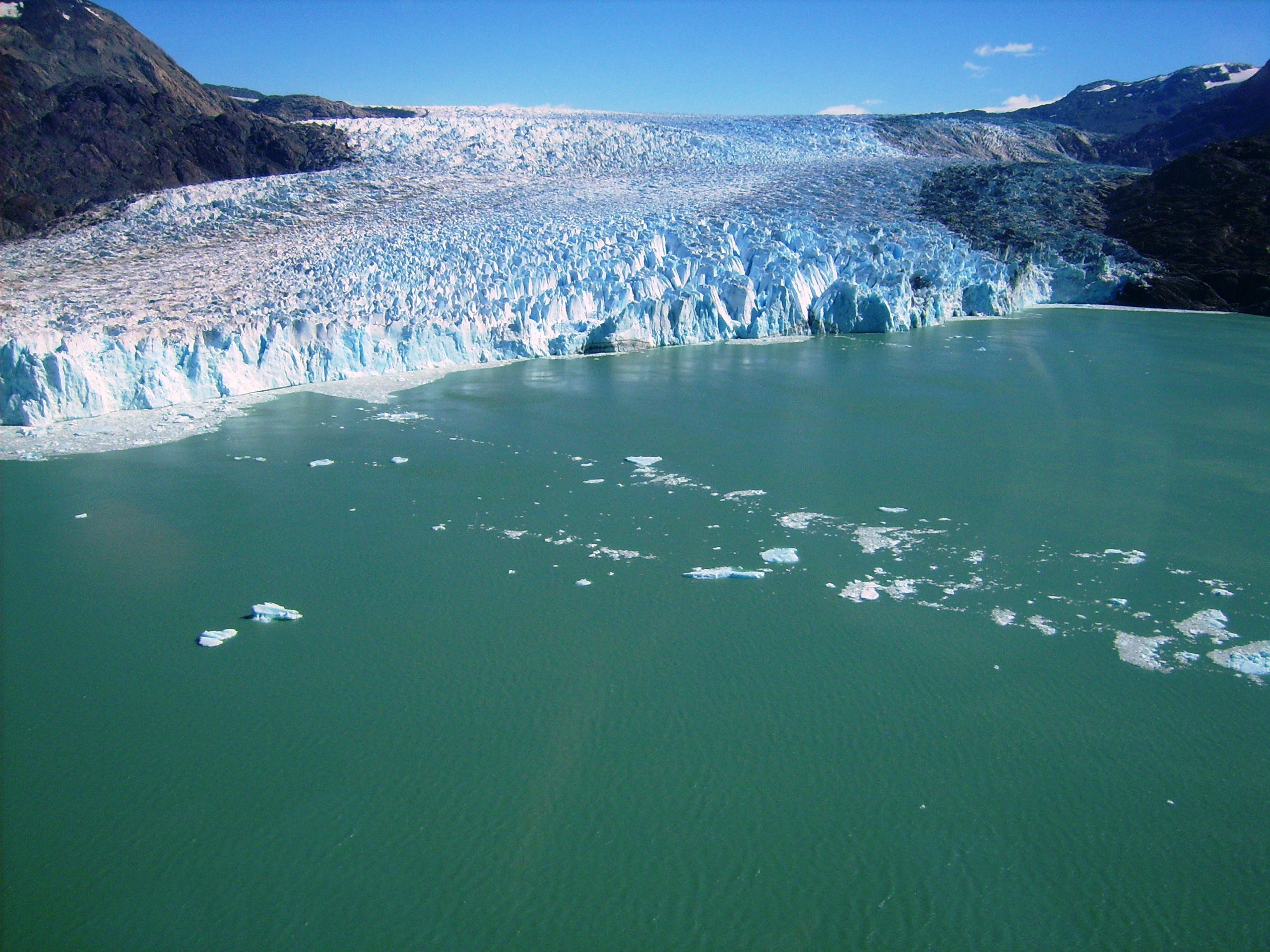
Sông băng O'Higgins trong vườn quốc gia.

Vườn quốc gia bao gồm phần lớn của Dải băng lớn Nam Patagonia (bao gồm rất nhiều các sông băng nổi tiếng). Một trong những điểm thu hút chính của nó là sông băng Brüggen. Đây là sông băng lớn nhất Nam Bán cầu ngoài Nam Cực với diện tích lên tới 1.265 km2 (488 dặm vuông Anh) và cao khoảng 75 mét. Các sông băng đáng chú ý khác còn có Chico, O'Higgins, Jorge Montt, Bernardo, Témpano, Occidental, Greve, Penguin và Sông băng Amalia.
Khu vực trung tâm phía đông của vườn quốc gia là khu vực tranh chấp lãnh thổ giữa Chile và Argentina. Điểm cao nhất tại đây là núi lửa Lautaro cao 3.607 mét (11.834 ft). Các đỉnh núi khác gồm có Fitz Roy, Cerro Torre và Cerro Riso Patrón. Phần phía nam của vườn quốc gia có độ cao thấp hơn nhưng khung cảnh vẫn vô cùng ngoạn mục. Điểm nổi bật của khu vực này là núi Balmaceda cao 2.035 m (6.677 ft), cùng sự có mặt của hai sông băng Balmaceda và Serrano.
Không có con sông lớn nào tại đây, nhưng lại có các vịnh hẹp khoét sâu vào các ngọn núi khiến lượng nước do băng tuyết tan chảy hoặc bị các cơn bão cuốn ra biển. Do biến đổi khí hậu, đầu năm 2007 thì một hồ băng trong một miệng núi lửa sâu 100 ft đã biến mất hoàn toàn.
Vườn quốc gia nằm trong vùng sinh thái Rừng địa cực Magellan. Các khu rừng được tạo thành từ một số cây loài, bao gồm các loài của Họ Cử phương nam là Nothofagus betuloides, Nothofagus pumilio, Nothofagus antarctica và Canelo. Về động vật, đây là một trong những nơi trú ẩn cuối cùng của loài Nai Nam Andes. Một số loài đáng chú ý tại đây còn có Rái cá biển Nam Mỹ, Thần ưng Andes và Cốc biển.